# Міські голови Кременчука
Міські голови Кременчука — перелік голів міської ради міста Кременчука, Україна. Назва посади змінювалося. Вона у різний час називалася: «голова міської ради», «начальник Військово-революційного комітета Кременчука», «міський голова», «голова президії міськвиконкому», «голова міськвиконкому».
| Портрет | Ім'я                               | Назва посади | Дати керівництва                 |
| ------- | ---------------------------------- | --- | -------------------------------- |
|         | Ізюмов Андрій Якович               | міський голова | 1900 — 1903                      |
|         | Ізюмов Андрій Якович               | міський голова | 1906 — 1908                      |
|         | Гусєв Павло Григорович             | міський голова | 1909, 1911 , 1912                |
|         | посада вакантна                    | міський голова | 1910                             |
|         | Гусєв Павло Григорович             | міський голова | 1913 — 1916                      |
|         | Ізюмов Андрій Якович               | міський голова | 1916 — 1917                      |
|         | Лапчинський Георгій Федорович      | Начальник міської думи | липень 1917 — жовтень 1917       |
|         | Фегединг Б. Н.                     | Начальник міської управи | з липня 1917                     |
|         | Смирнов Дмитро Петрович            | начальник Військово-революційного комітету Кременчука                                                                                           | 28 січня 1918 — 25 березня 1918  |
|         | Панасенко С. А.                    | міський голова | березень 1918 — червень 1918     |
|         | Бромберґ Мойсей Акимович           | міський голова | червень 1918 — серпень 1918      |
|         | Вязьмітінов Микола Олександрович   | міський голова | вересень 1918 — листопад 1918    |
|         | Панасенко С. А.                    | міський голова | 9 — 14 грудня 1918               |
|         | Санін А. Г.                        | міський голова | 14 грудня 1918 — 1 лютого 1919   |
|         | Богуславський Михайло Соломонович  | голова міськвиконкому | лютий 1919 — серпень 1919        |
|         | Покорний Григорій Михайлович       | голова президії міськвиконкому | квітень 1920 — липень 1920       |
|         | Сербіченко Олександр Калістратович | голова Кременчуцького губвиконкому | 30 липня 1920 — 21 жовтня 1922   |
|         | Капранов Микола Євдокимович        | голова міської ради | 1927                             |
|         | Капцевич Олександр Савич           | голова міської ради | 1928 — 1929                      |
|         | Радченко                           | голова міської ради | грудень 1929                     |
|         | Малієвська                         | в. о. голови міської ради | 1930                             |
|         | Чорновіл                           | голова міської ради | 1930 — 1934                      |
|         | Шпильман                           | голова міської ради | серпень 1934                     |
|         | Фусік Федір Олексійович            | голова міської ради | жовтень 1934 — 1935              |
|         | Колоколов                          | голова міської ради | липень 1935                      |
|         | Лагно Григорій Степанович          | голова міської ради | 1940 — 10 серпня 1941            |
|         | Столецький Олександр Іванович      | | 12 серпня 1941 — 12 вересня 1941 |
|         | Сениця-Верховський                 | | вересень 1941 — жовтень 1941     |
|         | Дмитренко Д.                       | голова міської управи | 1941 — лютий 1942                |
|         | Алей А.                            | голова міської та районної управи | березень 1942 — вересень 1943    |
|         | Будний Олександр Андрійович        | голова міськвиконкому | 1943 — 1945                      |
|         | Дроздов К. З.                      | в. о. голови міськвиконкому | 17 березня 1945 — 10 серпня 1945 |
|         | Гаврилов Микола Дмитрович          | голова міськвиконкому | 11 серпня 1945 — 1949            |
|         | Скрипник Дмитро Петрович           | голова міськвиконкому | 1949 — 1961                      |
|         | Кожарін Михайло Олексійович        | голова міськвиконкому | 1962 — 1970                      |
|         | Матвієнко Віктор Васильович        | голова міськвиконкому | 1970 — 1979                      |
|         | Залудяк Микола Іванович            | голова міськвиконкому | червень 1979 — травень 1980      |
|         | Вербін Анатолій Васильович         | голова міськвиконкому | 1980 — 1986                      |
|         | Литвиненко Анатолій Кузьмич        | голова міськвиконкому | 1986 — березень 1990             |
|         | Баланюк Віктор Миколайович         | голова міської ради | березень 1990 — грудень 1990     |
|         |                                    | Згідно із Законом УРСР «Про місцеві ради народних депутатів УРСР та місцеве самоврядування» посади голови ради і міськвиконкому були об'єднанні |                                  |
|         | Пономаренко Іван Кіндратович       | міський голова | 1990 — 1994                      |
|         | Білан Леонід Миколайович           | міський голова | червень 1994 — жовтень 1995      |
|         | Пономаренко Іван Кіндратович       | міський голова | 1995 — 1998                      |
|         | Надоша Олег Володимирович          | міський голова | жовтень 1998 — квітень 2000      |
|         | Глухов Микола Володимирович        | міський голова | липень 2000 — жовтень 2010       |
|         | Бабаєв Олег Мейданович             | міський голова | листопад 2010 — липень 2014      |
|         | Калашник Віктор Васильович         | виконувач обов'язків міського голови | липень 2014 — листопад 2015      |
|         | Малецький Віталій Олексійович      | міський голова | листопад 2015 — нині             |